# سابين كروسن
سابين كروسن (بالفرنسية: Sabine Crossen)‏ هي ممثلة فرنسية وأمريكية، ولدت في 27 نوفمبر 1983 في الولايات المتحدة.

## أعمال

### أفلام
- (2007) هيتمان[5]

## وصلات خارجية
- سابين كروسن على موقع IMDb (الإنجليزية)
- سابين كروسن على موقع قاعدة بيانات الفيلم (الإنجليزية)